# Addicted to Love (canção)
"Addicted to Love" é uma canção do cantor britânico Robert Palmer que foi lançada pela primeira vez em 1986.

## Desempenho
| Tabelas musicais (1986)                   | Melhor posição |
| ----------------------------------------- | -------------- |
| Austrália - Australian Kent Music Report  | 1              |
| Reino Unido - UK Singles Chart            | 5              |
| Estados Unidos - Billboard Hot 100        | 1              |
| Estados Unidos - Mainstream Rock Tracks   | 1              |
| Países Baixos - Dutch Top 40              | 34             |
| Nova Zelândia - New Zealand Singles Chart | 2              |